# Cantonul Pleyben
Cantonul Pleyben este un canton din arondismentul Châteaulin, departamentul Finistère, regiunea Bretania, Franța.

## Comune
- Brasparts
- Brennilis
- Le Cloître-Pleyben
- Gouézec
- Lannédern
- Lennon
- Loqueffret
- Lothey
- Pleyben (reședință)
- Saint-Rivoal